# Serra de Camara
La serra de Camara és un massís muntanyenc de naturalesa calcària del terme municipal d'Elda, al Vinalopó Mitjà (País Valencià), que mesura 841 msnm.
Es tracta de la màxima altitud del municipi, englobada en els sistemes prebètics que s'estén al nord-oest d'aquesta població, en direcció oest-est i que limita al nord amb el terme municipal de Saix, a l'oest amb Salines i la Serra de l'Ombria, a l'est amb les serres de la Melva, La Torreta i al sud amb les partides del Tite, Las Cañadas, la Serra de Bolón i el mateix nucli urbà d'Elda.

## Flora
Per la cara sud, la que mira cap a Elda, la vegetació és escassa i estepària però, no obstant això, en la cara nord creix un frondós bosc de pi blanc, amb abundància d'exemplars de garric, així com alzines residuals.

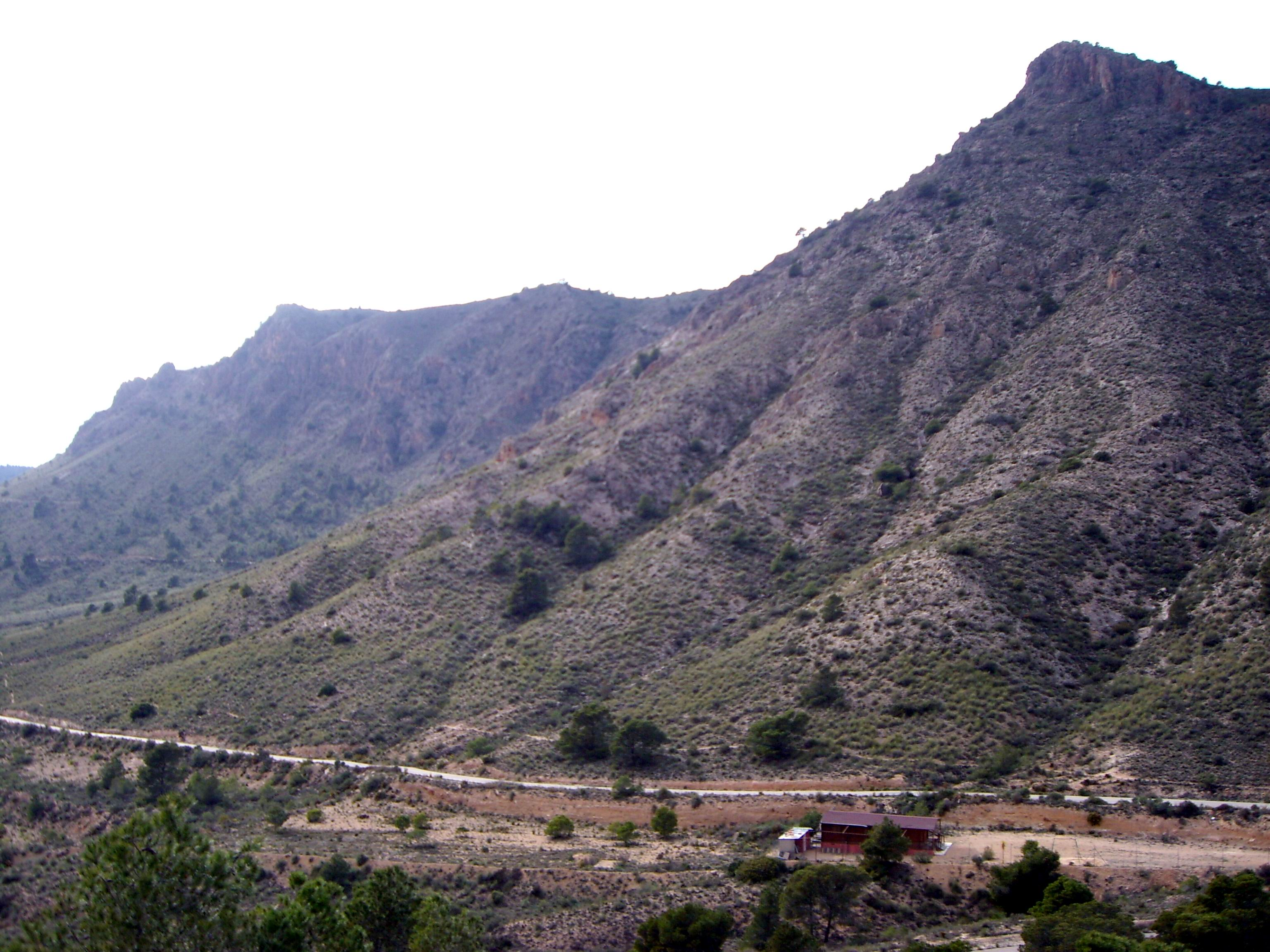
Serra de Camara, des de Marín

## Activitats
Als contraforts coneguts com a Penyes de Marín, els membres del Centro Excursionista Eldense, així com altres aficionats, realitzen habitualment pràctiques d'escalada en les seues parets.